# Frank-Markus Barwasser

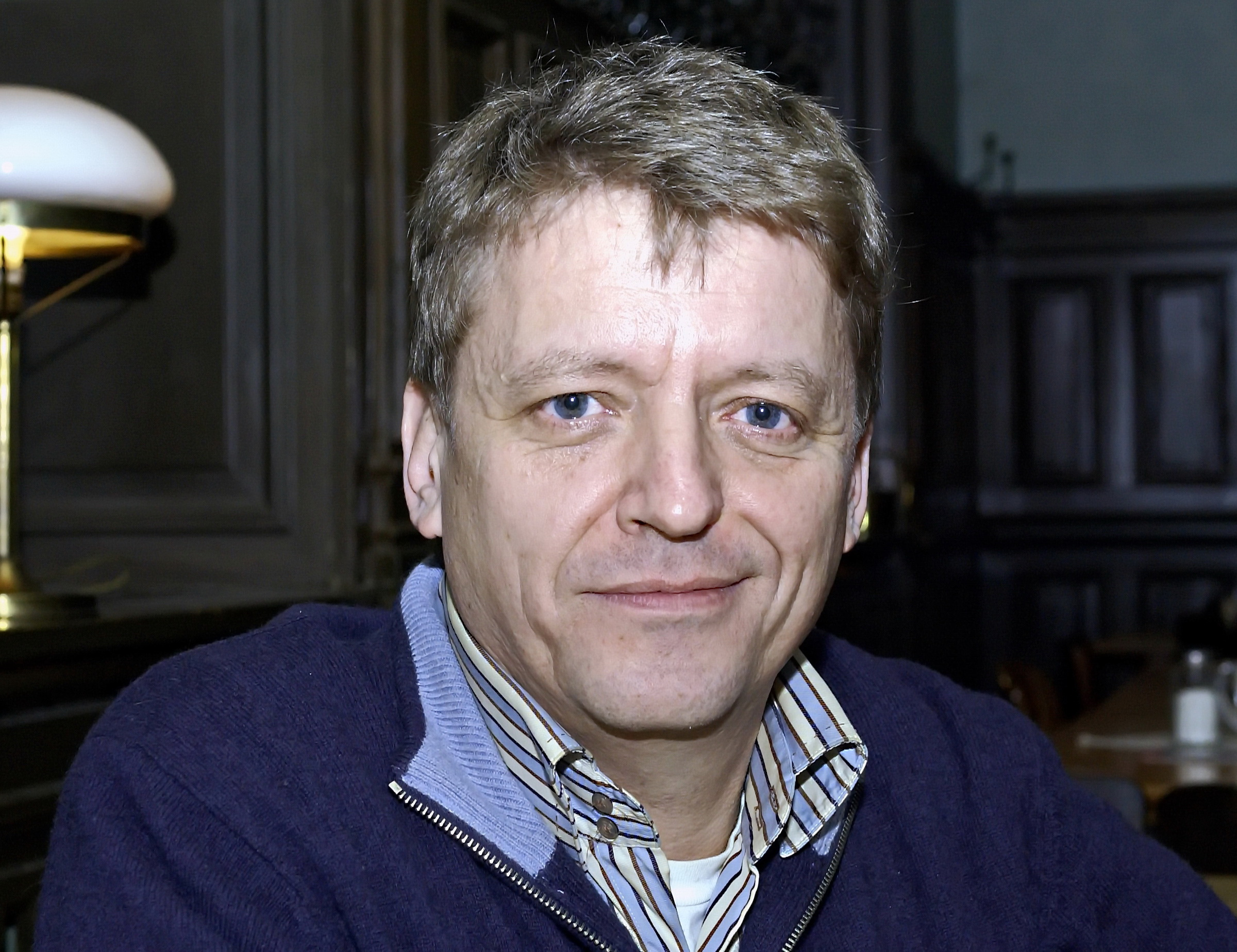
Frank-Markus Barwasser, 2006

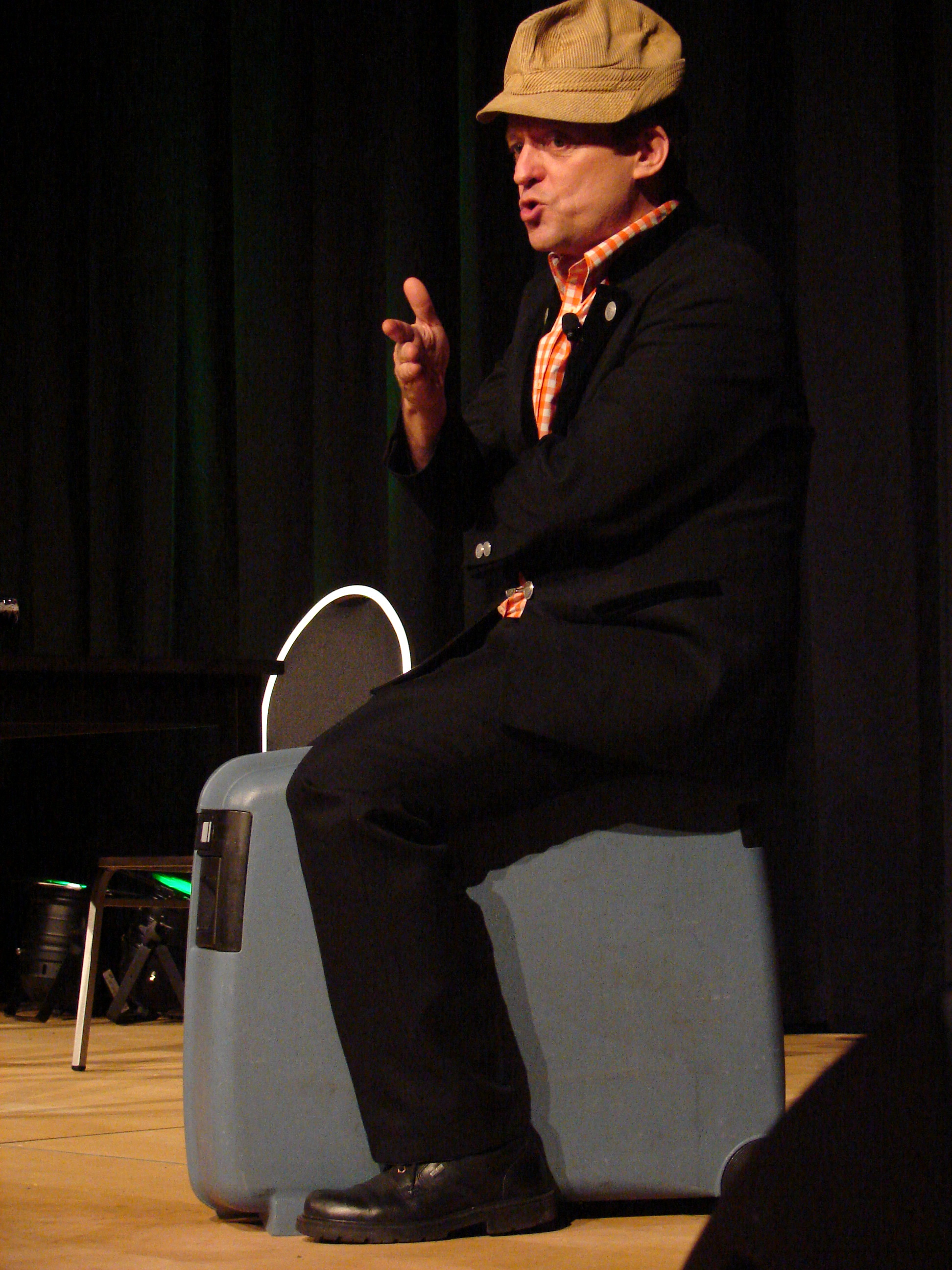
Frank-Markus Barwasser als Erwin Pelzig

Frank-Markus Barwasser (* 16. Februar 1960 in Würzburg) ist ein deutscher Kabarettist. Er ist Schöpfer und Darsteller der Figur des Erwin Pelzig.

## Leben
Frank-Markus Barwasser kam als viertes von fünf Kindern des späteren Direktor des Arbeitsgerichts Franz H. Barwasser (1919–2018) in Würzburg zur Welt. Sein Großvater war Heinrich Barwasser, der Leiter des Würzburger Arbeitsamtes war und in der NS-Zeit nach Köln strafversetzt wurde. Frank-Markus Barwasser studierte nach einem zweijährigen Zeitungsvolontariat bei der Main-Post Politikwissenschaft, Neuere Geschichte und Ethnologie an den Universitäten München und Salamanca. Zu Beginn der 1980er Jahre sammelte er erste Bühnenerfahrungen an einem Marionettentheater, 1985 begann dann seine kabarettistische Laufbahn.
Anfang der 1990er Jahre arbeitete Barwasser als Radioreporter beim Bayerischen Rundfunk und wurde bald bekannt für seine Glossen. 1993 stand er im Würzburger Theater am Neunerplatz erstmals als Erwin Pelzig auf der Bühne, jener Kunstfigur, deren äußere Markenzeichen „Cord-Hüdli“ (Cordhut), rot-weiß-kariertes Hemd und Herrenhandtasche sind. Charakteristisch für die Figur ist auch der Würzburger Dialekt. Seit 1993 sind mehrere Kabarettprogramme und diverse Tonträger mit Erwin Pelzig und dessen ungleichen Freunden, dem protestantisch-konservativen Dr. Göbel und dem eher einfach gestrickten Hartmut, die beide ebenfalls von Barwasser verkörpert werden, entstanden. Das Hörfunk-Programm Bayern 3 sendete bis April 2009 auch einmal wöchentlich eine aktuelle Radiosatire mit Erwin Pelzig und seinen beiden Gefährten.
Von 1998 bis 2010 produzierte das Bayerische Fernsehen mehrmals jährlich die kabarettistische Talksendung Aufgemerkt! Pelzig unterhält sich, die 2006 mit dem Bayerischen Fernsehpreis ausgezeichnet und ab Oktober 2007 auch im Ersten ausgestrahlt wurde. 2007 entstand in Zusammenarbeit mit Thomas Heinemann der erste Kinofilm mit Erwin Pelzig, die Gesellschaftssatire Vorne ist verdammt weit weg. Im April 2010 feierte im Münchner Residenztheater das Stück Alkaid – Pelzig hat den Staat im Bett unter der Regie von Josef Rödl Premiere. Alkaid bezieht sich dabei offiziell auf den Stern, als Anspielung auch auf al-Qaida.
Im Oktober 2010 übernahm Barwasser in der Kabarett-Sendung Neues aus der Anstalt (ZDF), in der er bereits zuvor regelmäßig einen Gastauftritt hatte, die Rolle von Georg Schramm als Gegenpart von Urban Priol. Zusammen mit Priol verließ er die Anstalt mit der letzten Sendung am 1. Oktober 2013.
Ab dem 15. Februar 2011 war Barwasser Gastgeber der Sendung Pelzig hält sich (ZDF). Am 15. Oktober 2015 gab Pelzig auf seiner Internet-Präsenz das Ende der Sendung zum Jahresende bekannt, um sich „neuen Ideen und Projekten zuzuwenden“; die letzte Ausgabe wurde am 1. Dezember 2015 im ZDF ausgestrahlt.
Ende 2014 sollte Barwasser im neuen Franken-Tatort des Bayerischen Rundfunks die Rolle des Leiters der Spurensicherung, Michael Schatz, übernehmen. Aus Termingründen wurde die Figur allerdings kurzfristig umbesetzt und wird nun von Matthias Egersdörfer verkörpert.
Gemeinsam mit Urban Priol, Georg Schramm und Jochen Malmsheimer war er am 17. Oktober 2017 in der 30. Folge der Anstalt zu sehen.
Barwasser lebte in München und Würzburg, zuletzt in Mainz. In seiner „kreativen Pause“ wurde er Vater eines Sohnes. 2017 ist er mit dem Bühnenprogramm Weg von hier auf Tournee.
In der 40. und 45. Folge von Die Anstalt vertrat er Claus von Wagner.

## Fernsehsendungen
- 1998–2010: Aufgemerkt! Pelzig unterhält sich
- 2010–2013: Neues aus der Anstalt, gemeinsam mit Urban Priol
- 2011–2015: Pelzig hält sich
- 2018–2019: Die Anstalt, zwei Folgen
- 2020: Barwasser in Nürnberg, Nürnberg 2025[13]
- 2023: Beim Pelzig auf der Bank: Scheiss Geld - …, mehrere Folgen à 44 Minuten[14]

## Kabarettprogramme
- 1993: Nüssleins Fügung
- 1995: Leih mir a Mark
- 1998: Das Superwahljahr
- 1999: Aufgemerkt!
- 2001: Worte statt Taten
- 2004: Vertrauen auf Verdacht
- 2012: Pelzig stellt sich
- 2017: Weg von hier
- 2021: Der wunde Punkt

## Theaterstücke
- 2010: Alkaid – Pelzig hat den Staat im Bett

## Diskografie
- 1995: Erwin Pelzig 1 (Leih mir a Mark)
- 1996: Erwin Pelzig 2 (Leih mir no a Mark)
- 1996: Herbstdepression
- 1997: Rentnerschwemme
- 1998: Parteiverkehr (featuring Der Günner vom Amt)
- 1999: Deutsche Einheit
- 2000: Erwin Pelzig – des Besde
- 2000: Erwin Pelzig Live – die Erste – Aufgemerkt!
- 2002: Erwin Pelzig Live – die Zweite – Worte statt Taten
- 2003: Erwin Pelzig P.I.S.A. – Pelzig in Sachen Abitur
- 2005: Erwin Pelzig Live – die Dritte – Vertrauen auf Verdacht
- 2015: Pelzig stellt sich
- 2018: Kreative Pause – das Beste
- 2019: Weg von hier

## Filmografie
- 2007: Vorne ist verdammt weit weg
- 2008: Unterwegs nach woanders
- 2011: Charlie & Carl (Kurzfilm)
- 2015: Pelzig stellt sich – Live (DVD zum Bühnenprogramm)

Über Barwasser:
- Claudia Wörner, Regie: Frank-Markus Barwasser – Der Pelzig und ich. Reihe Lebenslinien, Dokumentation, BR, 2017.[15]

## Auszeichnungen
- 2000: Thüringer Kleinkunstpreis
- 2001: Deutscher Kabarettpreis Hauptpreis
- 2002: Salzburger Stier
- 2002: Kulturpreis der Stadt Würzburg
- 2004: Deutscher Kleinkunstpreis in der Sparte Kabarett
- 2004: Bayerischer Kabarettpreis Hauptpreis
- 2005: Bayerischer Poetentaler
- 2006: Bayerischer Fernsehpreis für Aufgemerkt! Pelzig unterhält sich im Bereich Unterhaltung
- 2006: Otto-Grau-Kulturpreis
- 2006: Rosenstrauß des Jahres der Münchner tz
- 2007: Sigi-Sommer-Taler
- 2007: Stern des Jahres der Münchner Abendzeitung
- 2008: Prix Pantheon Sonderpreis Reif & Bekloppt
- 2009: Premio Satira Politica (in Forte dei Marmi); Friedrich-Baur-Preis
- 2010: Ernst-Hoferichter-Preis
- 2011: Deutscher Comedypreis für Pelzig hält sich in der Kategorie Beste Late-Night-Show
- 2012: Zeck-Internet-Kabarettpreis in der Sparte Kabarett[16]
- 2013: Auszeichnung der Deutschen Akademie für Fernsehen für Pelzig hält sich in der Sektion Fernsehunterhaltung
- 2013: Kulturpreis Bayern Sonderpreis des Bayerischen Staatsministeriums für Kunst
- 2020: Hessischer Kabarettpreis Ehrenpreis
- 2020: Dieter-Hildebrandt-Preis